# Список главных министров Аруначал-Прадеш
Настоящий список включает главных министров индийского штата Аруначал-Прадеш за период с 1946 года (провозглашение независимости Индии) до настоящего времени.
| #  | Главный министр     | Вступление в должность | Уход с должности | Партийная принадлежность                                                                    |
| -- | ------------------- | ---------------------- | ---------------- | ------------------------------------------------------------------------------------------- |
| 1  | Прем Кханду Тхунган | 13 августа 1975        | 18 сентября 1979 | Партия Джаната                                                                              |
| 2  | Томо Риба           | 18 сентября 1979       | 3 ноября 1979    | Партия людей Аруначал-Прадеш                                                                |
| 3  | Гегонг Апанг        | 18 января 1980         | 19 января 1999   | Индийский национальный конгресс, Конгресс Аруначала                                         |
| 4  | Мукут Митхи         | 19 января 1999         | 3 августа 2003   | Конгресс Аруначала (Митхи), Индийский национальный конгресс                                 |
| 5  | Гегонг Апанг        | 3 августа 2003         | 9 апреля 2007    | Объединённый демократический фронт, Бхаратия джаната парти, Индийский национальный конгресс |
| 6  | Дорйее Кханду       | 9 апреля 2007          | 30 апреля 2011*  | Индийский национальный конгресс                                                             |
| 7  | Ярбом Гамлин        | 5 мая 2011             | 31 октября 2011  | Индийский национальный конгресс                                                             |
| 8  | Набам Туки          | 1 ноября 2011          | 26 января 2016   | Индийский национальный конгресс                                                             |
| 9  | Калихо Пул          | 19 февраля 2016        | 13 июля 2016     | Индийский национальный конгресс, Партия людей Аруначал-Прадеш                               |
| 10 | Набам Туки          | 13 июля 2016           | 17 июля 2016     | Индийский национальный конгресс                                                             |
| 11 | Пема Кханду         | 17 июля 2016           | настоящее время  | Индийский национальный конгресс, Партия людей Аруначал-Прадеш                               |